# جيمي سيرل
جيمي سيرل (بالإنجليزية: Jamie Searle)‏ هو لاعب كرة قدم نيوزيلندي، ولد في 25 نوفمبر 2000 في هاميلتون في نيوزيلندا.

## وصلات خارجية
- جيمي سيرل على موقع قاعدة بيانات كرة القدم.إي يو (الإنجليزية)
- جيمي سيرل على موقع ناشيونال فوتبول تيمز (الإنجليزية)
- جيمي سيرل على موقع Soccerway.com (الإنجليزية)
- جيمي سيرل على موقع عالم كرة القدم.نت (الإنجليزية)
- جيمي سيرل على موقع أوليمبيديا (الإنجليزية)
- جيمي سيرل على موقع اللجنة الأولمبية النيوزيلندية (الإنجليزية)